# مسوار

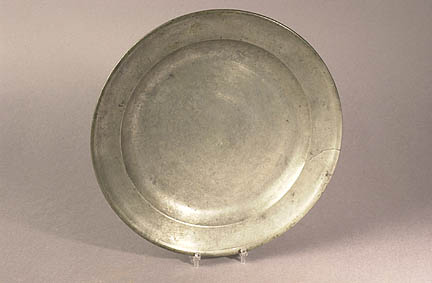
سینی مِسوار

مسوار یا پیوتر (به انگلیسی: Pewter) آلیاژی است از دو فلز قلع و مس.
به‌طور سنتی، حدود ۸۵ تا ۹۹ درصد مسوار را قلع و بقیه را مس تشکیل می‌دهد. مس در این آلیاژ نقش سخت‌کننده را دارد. مسوار می‌تواند تا ۷۲ درصد حاوی مس باشد. رنگ آن بین زرد و قرمز (شبیه مس) است.

## ترکیبات
۸۵ تا ۹۹ درصد قلع، ۵ تا ۱۰ درصد آنتیموآن، ۲ درصد مس، بیسموت و یا نقره

## نگارخانه

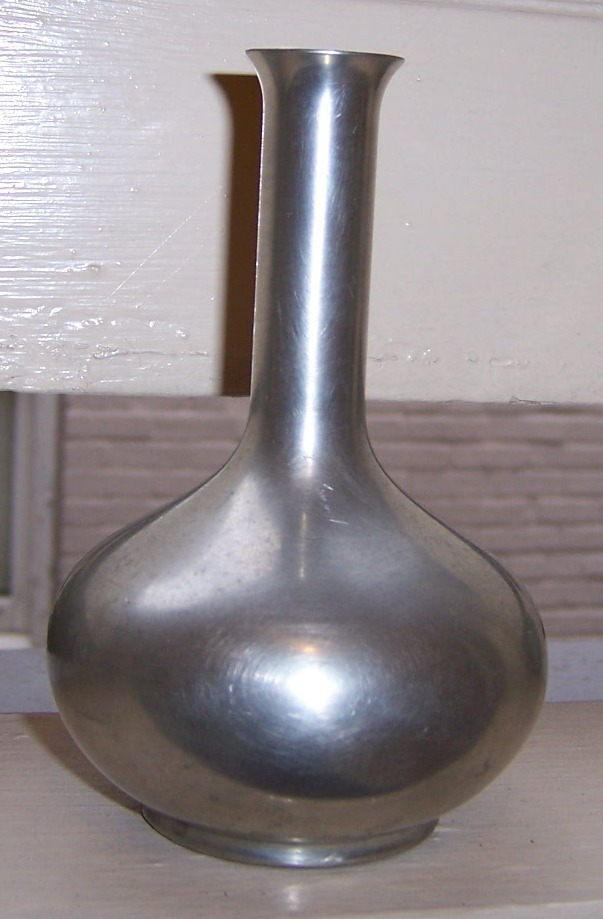